# Elytrimitatrix spinifemora
Elytrimitatrix spinifemora là một loài bọ cánh cứng trong họ Cerambycidae.